# Jesús Vallejo
Jesús Vallejo Lázaro (* 5. Januar 1997 in Saragossa) ist ein spanischer Fußballspieler. Der Abwehrspieler steht bei Albacete Balompié unter Vertrag.

## Karriere

### Im Verein

#### Anfänge in Saragossa
Vallejo begann seine Karriere in der Jugend von Real Saragossa. In der Saison 2014/15 spielte er erstmals für die erste Mannschaft in der Segunda División, als er am ersten Spieltag am 23. August 2014 beim 0:0 im Spiel gegen Recreativo Huelva in der Startelf stand. Vallejo, der noch für die A-Jugend spielberechtigt war, entwickelte sich zum Stammspieler und kam in 30 Ligaspielen zum Einsatz, in denen er ein Tor erzielte. Nachdem das Team die reguläre Saison auf dem 6. Tabellenplatz abgeschlossen hatte, traf man in den Aufstiegsplay-offs auf den FC Girona und die UD Las Palmas, der man sich im Finale geschlagen geben musste.
Ende Juli 2015 wurde Vallejo vom spanischen Rekordmeister Real Madrid verpflichtet, der ihn mit einem bis zum 30. Juni 2021 laufenden Vertrag ausstattete. Vallejo spielte die Saison 2015/16 jedoch weiterhin auf Leihbasis bei Real Saragossa.

#### Eintracht Frankfurt
Zur Saison 2016/17 wurde Vallejo von Real Madrid an den Bundesligisten Eintracht Frankfurt weiterverliehen. Am 27. August 2016 debütierte er beim 1:0-Heimsieg gegen den FC Schalke 04 in der Bundesliga. Seinen ersten Bundesligatreffer erzielte er beim 2:2 gegen RB Leipzig am 20. Mai 2017, dem 34. Spieltag dieser Saison. Insgesamt absolvierte Vallejo 25 Bundesligaspiele für die Eintracht; zudem erreichte er mit Eintracht Frankfurt das DFB-Pokal-Finale 2017, das mit 1:2 gegen Borussia Dortmund verloren ging.

#### Real Madrid
In der Saison 2017/18 stand Vallejo als Ersatz für den abgewanderten Pepe erstmals im Kader von Real Madrid. Im August 2017 gewann er – jeweils ohne Einsatz – mit dem UEFA Super Cup und der Supercopa de España seine ersten beiden Titel auf Vereinsebene. Er wurde auch nicht in den Kader nominiert, der im Dezember 2017 die Klub-Weltmeisterschaft gewann. Insgesamt wurde er im Saisonverlauf in zwölf Pflichtspielen eingesetzt. Das Bedeutendste war das Viertelfinalrückspiel der Champions League gegen Juventus Turin, das er komplett durchspielte, da seine Mitspieler Sergio Ramos und Nacho gesperrt bzw. verletzt waren. Trotz der 1:3-Niederlage zog Real Madrid in die nächste Runde ein und gewann am Saisonende den Titel. In der Saison 2018/19 kam Vallejo auf fünf Ligaeinsätze (viermal von Beginn an), in denen er ein Tor erzielte.

#### Über Wolverhampton nach Granada
Zur Saison 2019/20 wechselte Vallejo für ein Jahr auf Leihbasis in die Premier League zu den Wolverhampton Wanderers. Nachdem er unter dem Cheftrainer Nuno Espírito Santo lediglich zu zwei Ligaeinsätzen und zwei Einsätzen im EFL Cup gekommen war, wurde er am 24. Januar 2020 bis zum Saisonende an den FC Granada weiterverliehen. Dort kam er auf 11 Ligaeinsätze (7-mal von Beginn). In der Sommerpause wurde die Leihe für die Saison 2020/21 verlängert. In seinem zweiten Jahr in Granada folgten 21 Erstligaeinsätze (15-mal von Beginn).

#### Rückkehr nach Madrid
Zur Saison 2021/22 kehrte Vallejo zu Real Madrid zurück.

#### Erneute Leihe nach Granada
Zur Saison 2023/24 verlieh in Madrid erneut an den La-Liga-Aufsteiger FC Granada.

### In der Nationalmannschaft
Vallejo war Mannschaftskapitän der spanischen U19-Auswahl, die die U19-Europameisterschaft 2015 gewann. Im Juni 2017 nahm er mit der U21-Auswahl an der U21-Europameisterschaft teil, kam in vier Spielen zum Einsatz und erreichte mit seiner Mannschaft das Finale, welches mit 0:1 gegen Deutschland verloren ging. 2019 nahm er erneut an der U21-EM teil und bestritt als Mannschaftskapitän vier Turnierspiele. Im Finale traf Spanien erneut auf Deutschland und gewann diesmal mit 2:1. Im Anschluss wurde Vallejo in die Mannschaft des Turniers gewählt.
Ende Juni 2021 wurde Vallejo in den Kader der spanischen Olympiaauswahl für das Fußballturnier der Olympischen Sommerspiele 2021 berufen.

## Titel

### Verein
International
- Champions-League-Sieger (2): 2018, 2022
- Klub-Weltmeister (2): 2018, 2022
- Interkontinental-Pokalsieger: 2024
- UEFA-Super-Cup-Sieger (3): 2017, 2022, 2024

Spanien
- Meister: 2022
- Pokalsieger: 2023
- Supercupsieger: 2017

### Nationalmannschaft
- U21-Europameister: 2019
- U19-Europameister: 2015